# Jörg Litwinschuh-Barthel

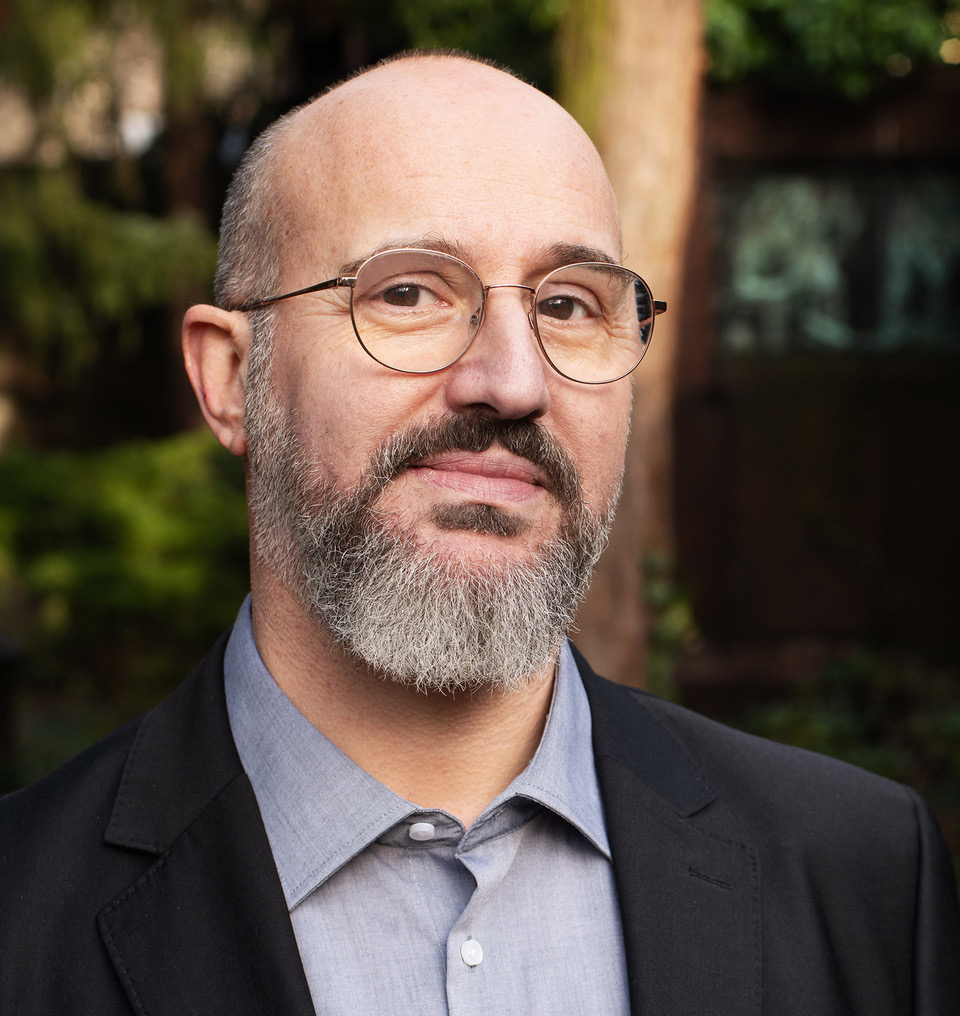
Jörg Litwinschuh-Barthel (2024)

Jörg Litwinschuh-Barthel (* 12. August 1968 in Weiskirchen/Saar) ist ein deutscher Medienwissenschaftler und Diskriminierungsexperte mit dem Schwerpunkt LGBT-Personen. Er setzt sich seit Mitte der 1990er Jahre für die Sichtbarkeit und Gleichstellung von Menschen unterschiedlicher sexueller Orientierungen und Geschlechtsidentitäten ein. Von 2011 bis 2021 war Litwinschuh-Barthel hauptamtlicher, geschäftsführender Vorstand der Bundesstiftung Magnus Hirschfeld.

## Leben
Litwinschuh-Barthel verbrachte seine Kindheit im Landkreis Merzig-Wadern im Saarland und legte 1988 sein Abitur am Hochwald-Gymnasium in Wadern ab. 1995 schloss er den Studiengang Medienmanagement an der Hochschule für Musik, Theater und Medien Hannover ab. Es folgten berufliche Stationen in den Bereichen Handel, E-Commerce-Consulting und im Ticketing/Live Entertainment in jeweils leitenden Positionen. Von 2002 bis 2005 war er Geschäftsführer des LSVD Landesverband Berlin-Brandenburg und übernahm die Leitung dessen Zentrums für Migranten MILES. 2005 begründete Litwinschuh-Barthel gemeinsam mit Jan Feddersen die Initiative Queer Nations e.V. mit dem Ziel, das von Magnus Hirschfeld gegründete Institut für Sexualwissenschaft in zeitgemäßer Form wieder zu errichten. 2007 wurde er Fundraiser und Pressesprecher der Deutschen Aidshilfe.
Nach einer Tätigkeit als Unternehmensberater mit den Schwerpunkten Public Health und Antidiskriminierung ernannte die damalige Bundesjustizministerin Sabine Leutheusser-Schnarrenberger Litwinschuh-Barthel am 10. November 2011 zum Vorstand der Bundesstiftung Magnus Hirschfeld. Litwinschuh-Barthel brachte sein 2009 gegründetes Projekt „Fußball gegen Homophobie“ in die Stiftung ein, wo es gemeinsam mit Martin Schweer von der Universität Vechta als Projekt „Fußball für Vielfalt – Fußball gegen Homofeindlichkeit und gegen Sexismus“ weiterentwickelt wurde. Zum 10-jährigen Bestehen der Bundesstiftung Magnus Hirschfeld erfuhr Litwinschuh-Barthels langjährige Arbeit als Vorstand eine breite mediale Würdigung. Für  eine dritte Amtszeit bewarb er sich nicht und schied im November 2021 nach zwei Amtszeiten aus der Stiftung aus. Bundesjustizministerin Christine Lambrecht (SPD), die Vorsitzende des Kuratoriums ist, setzte laut dem Magazin queer.de die Ausschreibung der Vorstandsstelle persönlich durch.
Für sein langjähriges Engagement für LGBTI-Rechte wurde Jörg Liwinschuh-Barthel im Oktober 2022 mit der Goldenen Ehrennadel des Völklinger Kreises ausgezeichnet.
Seit 2022 ist Litwinschuh-Barthel in der Bestattungsbranche tätig. Seit 2023 ist er Mitglied des Vorstands der Schachtsiek Familien Stiftung, die Kulturprojekte in den Bereichen LSBTIQ und Musiktheater fördert.
Litwinschuh-Barthel ist langjährig ehrenamtlich engagiert in der Evangelischen Kirche und Mitglied im Kreiskirchenrat (KKR) Berlin Stadtmitte. Er ist verheiratet und lebt mit seinem Mann in Berlin.

## Haltungen und Kontroversen
Als Geschäftsführer des LSVD Landesverband Berlin-Brandenburg und Pressesprecher der Deutschen Aidshilfe äußerte sich Litwinschuh-Barthel regelmäßig zu kontrovers diskutierten Themen. 2002 erstattete er Strafanzeige gegen Norbert Geis aufgrund dessen Äußerungen gegenüber Homosexuellen. Über viele Jahre kritisierte Litwinschuh-Barthel Haltungen der Katholischen Kirche – insbesondere deren Sexualmoral.
Zum Welt-AIDS-Tag äußert sich Litwinschuh-Barthel regelmäßig zur Sichtbarkeit des Lebens mit HIV/Aids und fordert Solidarität mit den Betroffenen ein. So stellte er 2020 Bildung und Teilhabe als wirksamste Form der Prävention in den Mittelpunkt. Die Verhaftung der Sängerin Nadja Benaissa und den Umgang der Behörden mit ihrer HIV-Infektion bezeichnete er 2009 als „moderne Form der Hexenjagd“.
Als Vorstand der Bundesstiftung Magnus Hirschfeld war Litwinschuh-Barthel auch Kritik von rechts ausgesetzt: So griffen im Oktober 2016 Politiker der AfD von der Stiftung geförderte sexualpädagogische Workshops in Thüringen an. Litwinschuh-Barthel entgegnete, die Rechtspopulisten würden versuchen, Vielfaltspädagogik und Anti-Diskriminierungsarbeit durch haltlose Vorwürfe zu diskreditieren. Im Sommer 2018 traf Litwinschuh-Barthel den rechtspopulistischen und damaligen US-amerikanischen Botschafter Richard Grenell auf dessen CSD-Empfang in seiner privaten Residenz in Berlin-Dahlem. Daraufhin kam es zu einer vor allem in Social-Media-Kanälen ausgetragenen Kontroverse, als Litwinschuh-Barthel ein gemeinsames Foto mit Grenell, veröffentlichte. Hierfür entschuldigte sich Litwinschuh-Barthel einen Tag später mit dem Hinweis, dass er dennoch im Dialog mit dem US-Botschafter bleiben werde.
Litwinschuh-Barthel ist ein „flammender Befürworter der Ehe für alle“ (Saarbrücker Zeitung). Gemeinsam mit der damaligen Leiterin der Antidiskriminierungsstelle des Bundes Christine Lüders engagierte er sich für die Aufhebung der Urteile nach § 175 StGB und die Rehabilitierung sowie Entschädigung der Opfer. 2019 setzte sich Litwinschuh-Barthel maßgeblich als Projektleiter der wissenschaftlichen Bestandsaufnahme zu Konversionsbehandlungen gemeinsam mit Bundesgesundheitsminister Jens Spahn für das geplante gesetzliche Verbot sogenannter „Konversionstherapien“ ein. Während der Coronakrise 2020 machte Litwinschuh-Barthel auf die erschwerte Situation von LGBT-Personen in den Zeiten der Pandemie aufmerksam und warnte vor gravierenden Folgen für die Community. Gemeinsam mit mehr als 100 Organisationen und Prominenten forderte Litwinschuh-Barthel im Februar 2021 in der Initiative „Grundgesetz für alle“ die Ergänzung des Art. 3 GG um den Schutz von LGBT-Personen vor Diskriminierung.
Anlässlich des islamistischen Messerangriffs am 4. Oktober 2020 auf zwei schwule Touristen in Dresden forderte Litwinschuh-Barthel die Polizeibehörden auf, homofeindliche Hasskriminalität zu benennen und bundesweit statistisch zu erfassen. Außerdem forderte er den Islam in Deutschland auf, sich wie die christlichen Kirchen mit Homofeindlichkeit auseinanderzusetzen. Im Mai 2021 plädierte Litwinschuh-Barthel als Botschafter der Akzeptanzkampagne „Liebe ist halal“ für einen „religiösen Brückenschlag“ zwischen Islam und LSBTIQ und eine zeitgemäße Interpretation der Heiligen Schrift des Koran durch Imame in Deutschland.

## Veröffentlichungen
- Geleitwort zur S3-Trans*-Leitlinie. In: Nieder, Strauß (Hg.): Geschlechtsinkongruenz, Geschlechtsdysphorie und Trans-Gesundheit. Psychosozial, Berlin 2021.[50]
- Hirschfeld antworten – für Emanzipation und Teilhabe von LSBTTIQ. In: Liebe und Gerechtigkeit. Sonderausgabe der Hirschfeld Lectures zum 150. Geburtstag von Magnus Hirschfeld. Wallstein, Göttingen 2020.
- Wissen fordern – Gerechtigkeit stärken. Zu Geschichte, Gründung und Aufgaben der Bundesstiftung Magnus Hirschfeld. In: Jahrbuch Sexualitäten. Wallstein, Göttingen 2018.
- Der Hirschfeld kommt! In: Siegessäule. Mai 2018 (PDF auf docdroid.net).
- mit Janine Dieckmann: Die interdisziplinäre Zusammenführung der LSBTI*-Forschung als Experiment – eine Einführung in dieses Buch. In: Bundesstiftung Magnus Hirschfeld (Hg.): Forschung im Queerformat. Aktuelle Beiträge der LSBTI*-, Queer- und Geschlechterforschung. transcript, Bielefeld 2014, ISBN 978-3-8394-2702-6
- Diversity Barometer. Gmünder, Berlin 2011.[51]